# Dendrograma

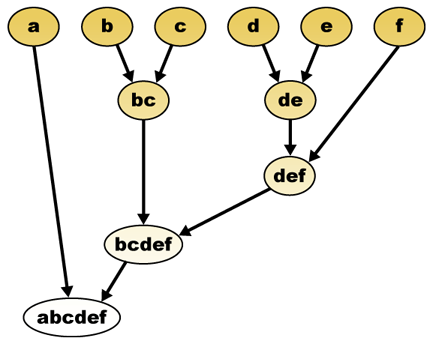
Diagrama de agrupación jerárquica.

Un dendrograma o diagrama de árbol es un tipo de representación gráfica o diagrama de datos en forma de árbol (gr. δένδρον déndron 'árbol'). Organiza los datos en subcategorías que se van dividiendo en otros hasta llegar al nivel de detalle deseado (asemejándose a las ramas de un árbol que se van dividiendo en otras sucesivamente).
Este tipo de representación permite apreciar claramente las relaciones de agrupación entre los datos e incluso entre grupos de ellos, aunque no las relaciones de similitud o cercanía entre categorías.

## En los algoritmos de agrupamiento
En los algoritmos de agrupamiento, el dendrograma ilustra las agrupaciones jerárquicas más derivadas de dichos algoritmos. Los dendrogramas, en este aspecto, aportan una representación mejor de las agrupaciones de datos, respecto a otras representaciones.